# Väst-Kvien
Väst-Kvien är en sjö i Malung-Sälens kommun i Dalarna och ingår i Göta älvs huvudavrinningsområde. Sjön är 44 meter djup, har en yta på 16,8 kvadratkilometer och befinner sig 309,1 meter över havet. Sjön avvattnas av vattendraget Årosälven (Uvan). Vid provfiske har bland annat abborre, lake, mört och sik fångats i sjön.
Sjön är dämd vid Uvån och består av två eller tre delar, Nord- och Öst-Kvien och Väst-Kvien, åtskilda av Kvisnäset.

## Delavrinningsområde
Väst-Kvien ingår i det delavrinningsområde (669946-138954) som SMHI kallar för Utloppet av Väst-Kvien. Medelhöjden är 344 meter över havet och ytan är 81,9 kvadratkilometer. Räknas de 16 avrinningsområdena uppströms in blir den ackumulerade arean 367,3 kvadratkilometer. Årosälven (Uvan) som avvattnar avrinningsområdet har biflödesordning 2, vilket innebär att vattnet flödar genom totalt 2 vattendrag innan det når havet efter 395 kilometer. Avrinningsområdet består mestadels av skog (61 procent) och sankmarker (12 procent). Avrinningsområdet har 17,64 kvadratkilometer vattenytor vilket ger det en sjöprocent på 21,5 procent.

## Fisk
Vid provfiske har följande fisk fångats i sjön:
- Abborre
- Lake
- Mört
- Sik
- Siklöja